# بيوتر بارزيسزيك
بيوتر بارزيسزيك (بالهولندية: Piotr Parzyszek) (8 سبتمبر 1993 بتورون في بولندا - ) هو لاعب كرة قدم هولندي في مركز الهجوم. شارك مع منتخب بولندا تحت 17 سنة لكرة القدم ومنتخب بولندا تحت 18 سنة لكرة القدم ومنتخب بولندا تحت 20 سنة لكرة القدم ومنتخب بولندا تحت 21 سنة لكرة القدم. أما مع النوادي، فقد لعب مع تشارلتون أثلتيك ودي غرافشاب ونادي راندرس ونادي سينت ترويدن.

## وصلات خارجية
- بيوتر بارزيسزيك على موقع قاعدة بيانات كرة القدم.إي يو (الإنجليزية)
- بيوتر بارزيسزيك على موقع Soccerbase.com (لاعب) (الإنجليزية)
- بيوتر بارزيسزيك على موقع Soccerway.com (الإنجليزية)
- بيوتر بارزيسزيك على موقع عالم كرة القدم.نت (الإنجليزية)
- بيوتر بارزيسزيك على موقع AS.com (الإسبانية)